# Südkoreanische Badmintonmeisterschaft 1995
Die Südkoreanische Badmintonmeisterschaft 1995 fand vom 23. zum 27. Oktober 1995 in Incheon statt. Es war die 38. Auflage der Titelkämpfe.

## Austragungsort
- Incheon Metropolitan Gymnasium

## Medaillengewinner
| Disziplin    | Gold                          | Silber                         | Bronze                       |
| ------------ | ----------------------------- | ------------------------------ | ---------------------------- |
| Herreneinzel | Lee Kwang-jin                 | Kim Hak-kyun                   | Ahn Jae-chang                |
| Herreneinzel | Lee Kwang-jin                 | Kim Hak-kyun                   | Jung Joong-hwa               |
| Dameneinzel  | Bang Soo-hyun                 | Ra Kyung-min                   | Kim Ji-hyun                  |
| Dameneinzel  | Bang Soo-hyun                 | Ra Kyung-min                   | Lee Joo Hyun                 |
| Herrendoppel | Lee Suk-ho Lee Dong-soo       | Kang Kyung-jin Yoon Seung-hyun | Kim Young-gil Kim Hyung-joon |
| Herrendoppel | Lee Suk-ho Lee Dong-soo       | Kang Kyung-jin Yoon Seung-hyun | Kim Jong-woong Shon Jin-hwan |
| Damendoppel  | Chung So-young Kim Shin-young | Bang Soo-hyun Lee Joo Hyun     | Jang Hye-ock Song Eun-suk    |
| Damendoppel  | Chung So-young Kim Shin-young | Bang Soo-hyun Lee Joo Hyun     | Shim Eun-jung Kim Mee-hyang  |
| Mixed        | Kim Dong-moon Gil Young-ah    | Park Joo-bong Ra Kyung-min     | Ha Tae-kwon Kim Shin-young   |
| Mixed        | Kim Dong-moon Gil Young-ah    | Park Joo-bong Ra Kyung-min     | Lee Dong-soo Shon Hye-joo    |